# CD Feirense
Clube Desportivo Feirense, pe scurt Feirense, este un club de fotbal portughez din Santa Maria da Feira ce evoluează în Segunda Liga.